# Capital Metropolitan Transportation Authority
Capital Metropolitan Transportation Authority (Capital Metro) es una agencia de transporte público en el condado de Travis y el condado de Williamson, en Texas. La agencia gestiona trenes, autobuses, y vehículos de transportes especiales. Las ciudades que comprende el servicio de Capital Metro son: Austin, Jonestown, Lago Vista, Leander, Manor, Point Venture, San Leanna y Volente; también áreas del Condado de Williamson (incluyendo Anderson Mill) y Precinct 2 del Condado de Travis. Capital Metro tiene su sede en 2910 East Fifth Street en Austin.

## Notas

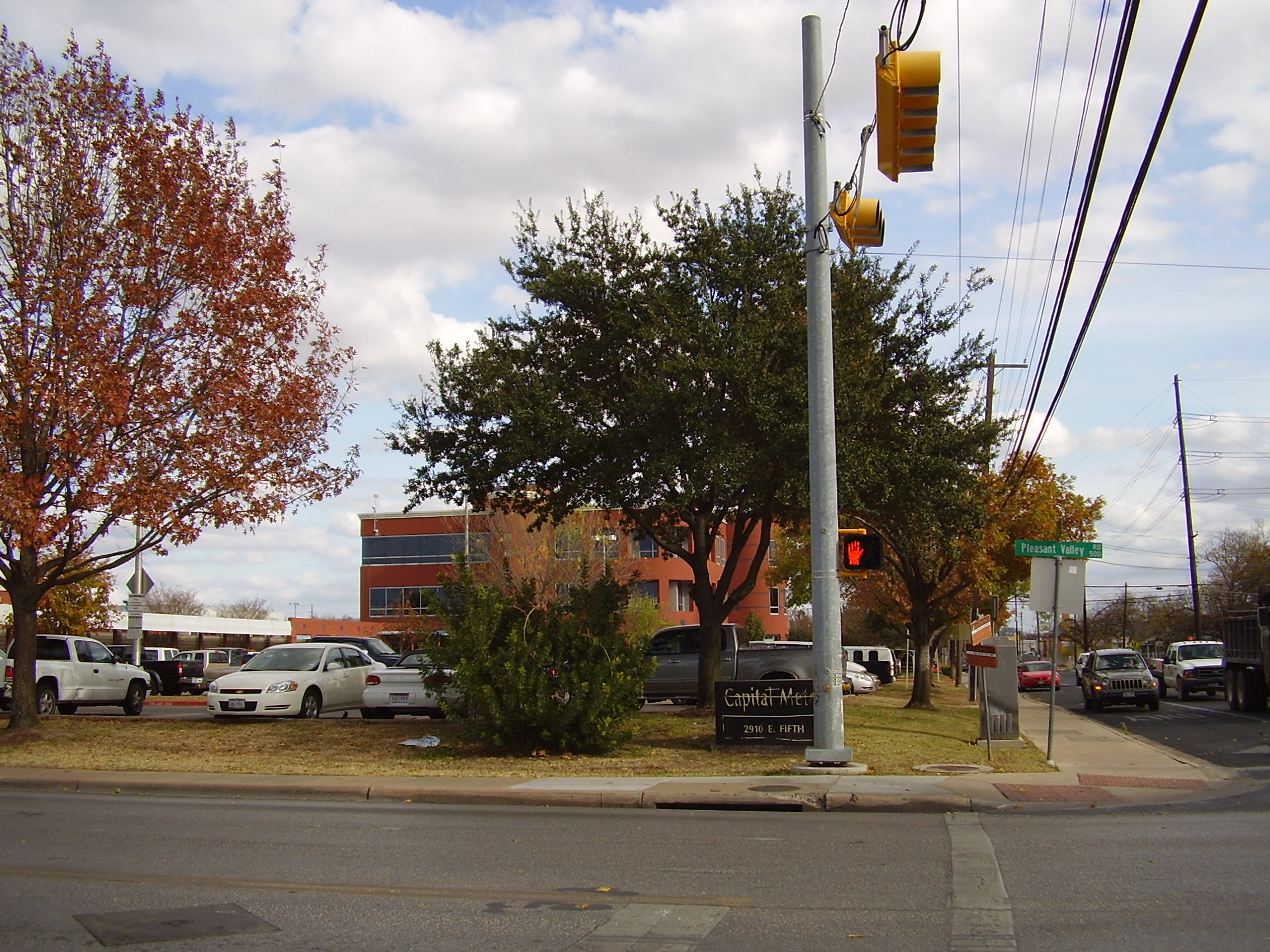
La sede del Capital Metro.